# مبارک البکای
مبارک البکای (انگلیسی: Mbarek Bekkay; ۱۸ آوریل ۱۹۰۷ – ۱۲ آوریل ۱۹۶۱) سیاست‌مدار اهل مراکش بود. وی از سال ۱۹۵۵ تا ۱۹۵۸ نخست وزیر مراکش بوده.
البکای همچنین برندهٔ جوایزی همچون لژیون دونور (شوالیه) شده‌است.